# 瓦尔科萨比诺
瓦尔科萨比诺（義大利語：Varco Sabino），是意大利列蒂省的一个市镇。总面积24.64平方公里，人口226人，人口密度9.2人/平方公里（2009年）。ISTAT代码为057073。